# (8695) Bergvall
Pour les articles homonymes, voir Bergvall.
(8695) Bergvall est un astéroïde de la ceinture principale.

## Description
(8695) Bergvall est un astéroïde de la ceinture principale. Il fut découvert le 17 mars 1993 à La Silla par le programme UESAC. Il présente une orbite caractérisée par un demi-grand axe de 2,89 UA, une excentricité de 0,05 et une inclinaison de 2,9° par rapport à l'écliptique.

## Compléments